# Typhlonarke tarakea
Typhlonarke tarakea е вид хрущялна риба от семейство Narkidae.

## Разпространение
Видът е разпространен в Нова Зеландия.